# Липниківський заказник
Ли́пниківський зака́зник — ландшафтний заказник місцевого значення в Україні. Розташований між селами Раковець, Підтемне, Товщів і Селисько Пустомитівського району Львівської області, в межах лісового масиву Львівського Опілля.
Площа — 2194 га. Перебуває у віданні Товщівського лісництва. Заснований рішенням Львівської облради від 9.10.1984 року № 495.
Створений з метою збереження цінних високопродуктивних дубових насаджень з мальовничими ландшафтами. Зростають цінні лікарські рослини: барвінок, звіробій звичайний, печіночниця звичайна, медунка лікарська, маренка, папоротник, деревій, гравілат річковий, фіалка лісова, копитняк європейський, зеленчук, веснівка дволиста тощо.
З тварин трапляються: дика коза, свиня дика, борсук європейський, заєць сірий та інші види.

## Галерея

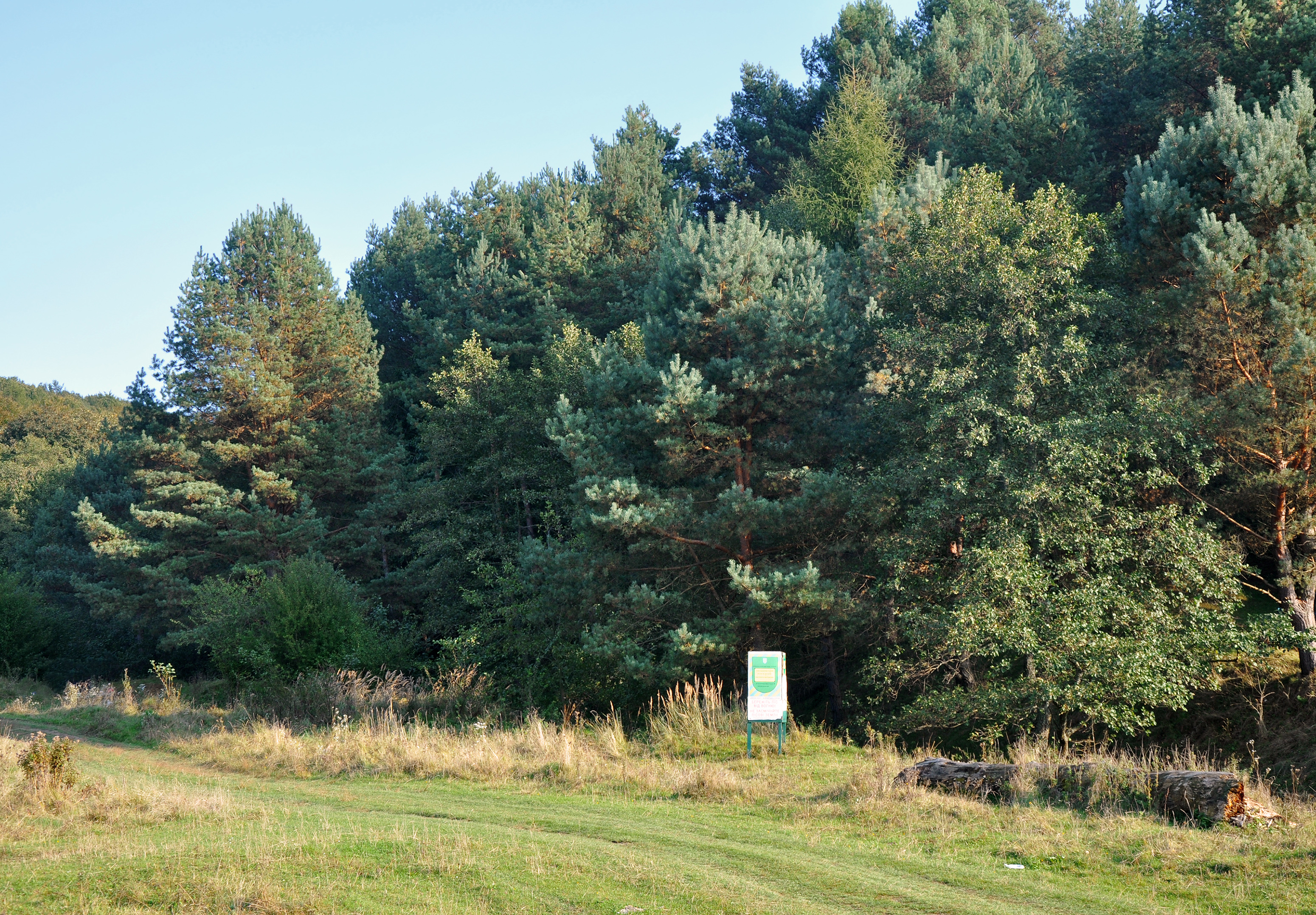
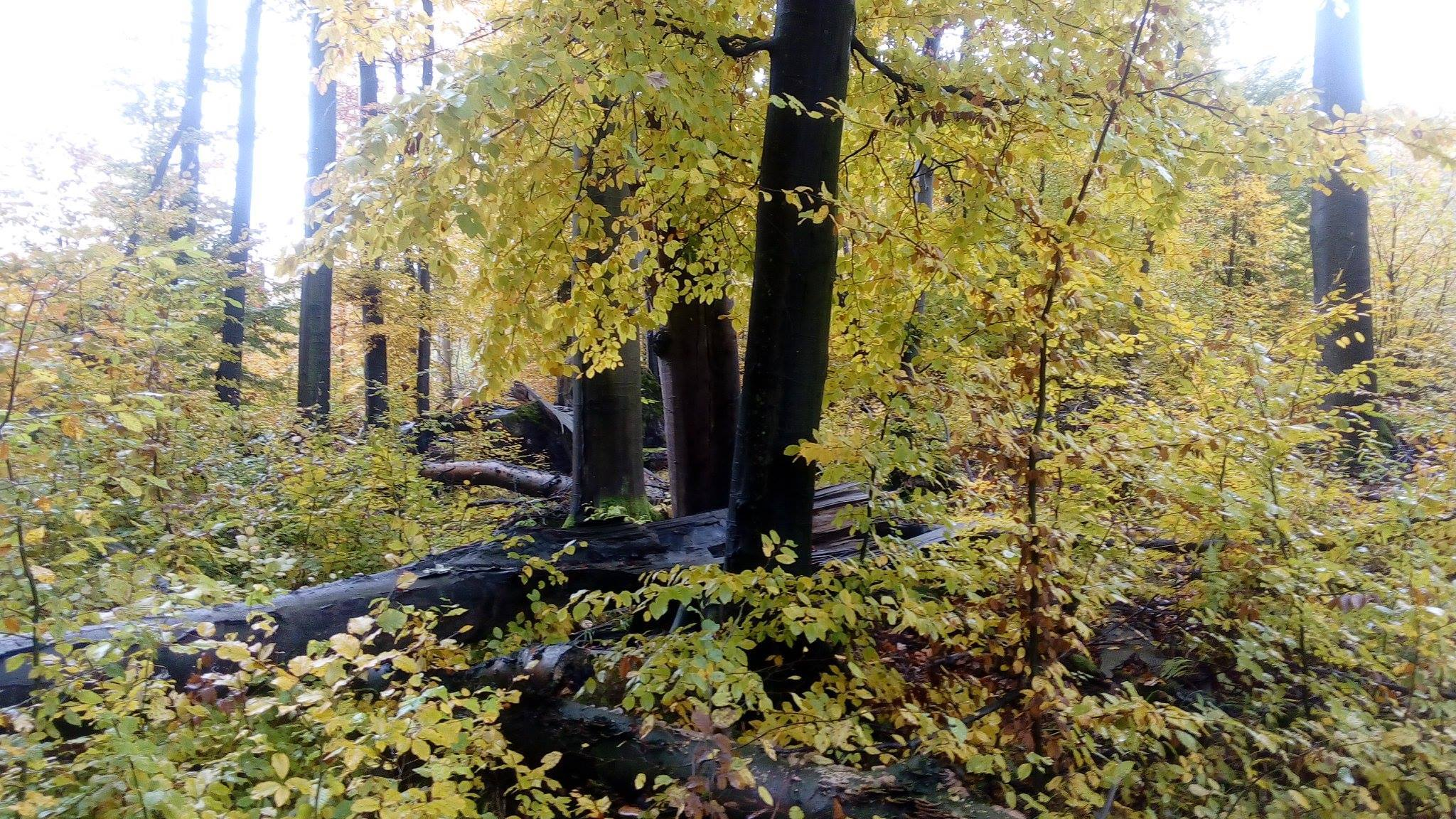
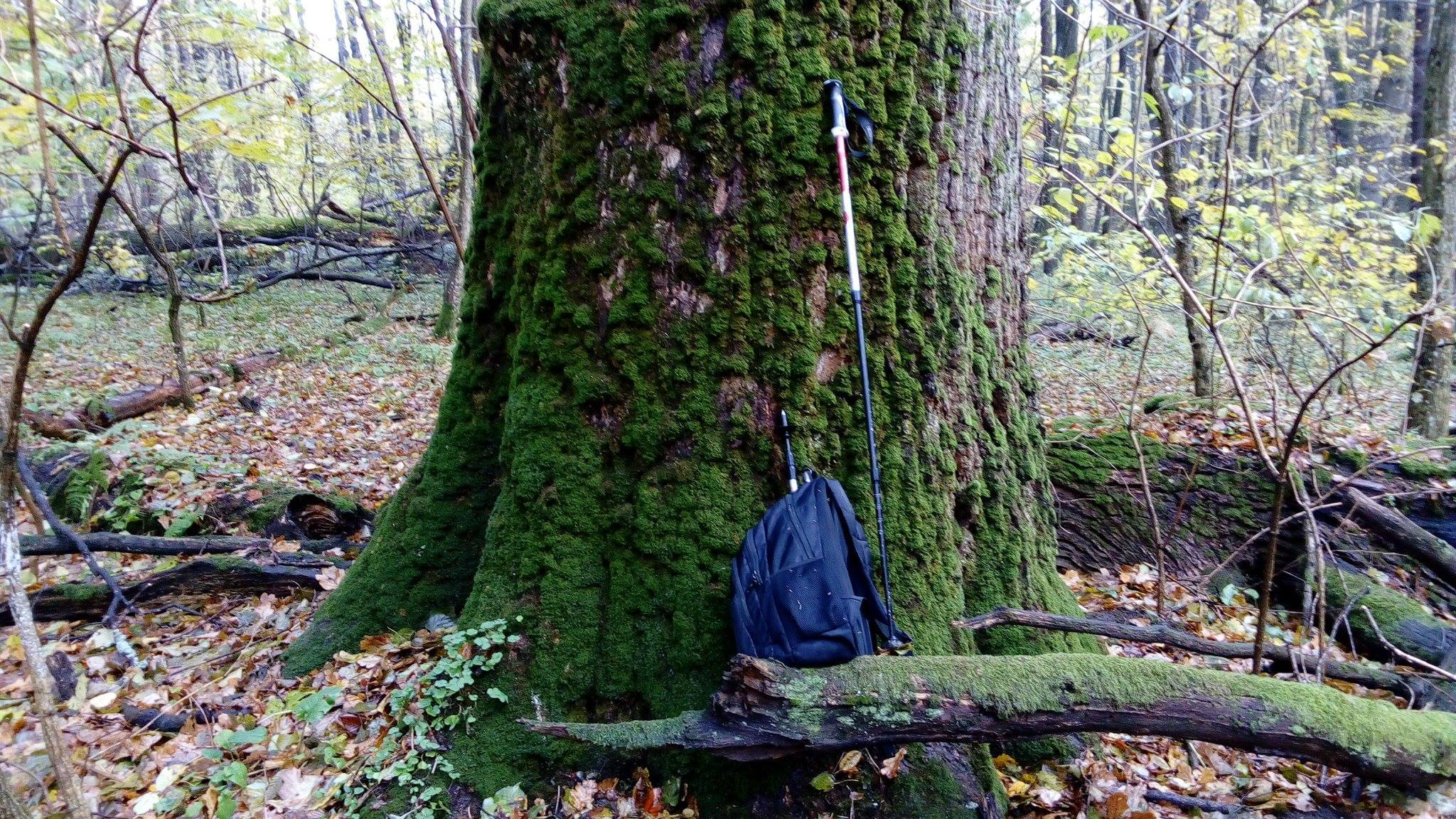
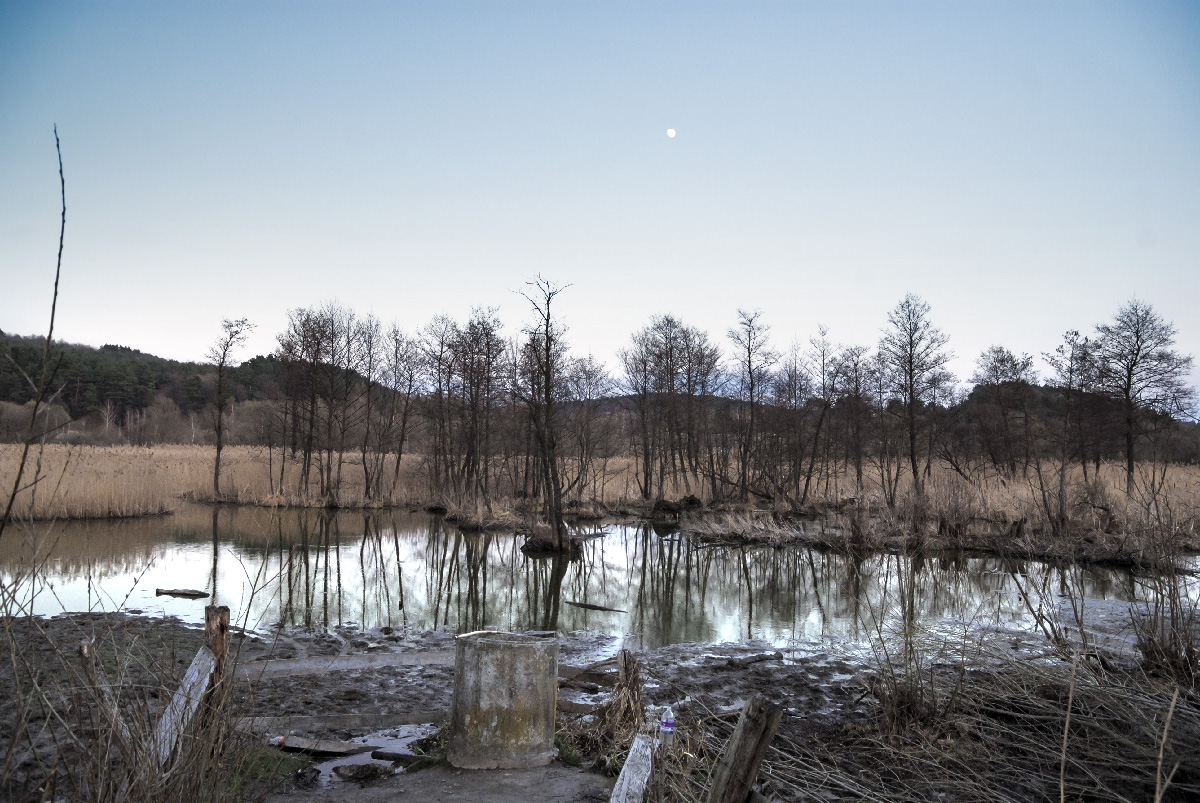